# 争上游
争上游是一种纸牌游戏。湖南、浙江，争上游又称跑得快；江苏、常熟，争上游并非跑得快。
- 牌的顺序是：3、4、5、6、7、8、9、10、J、Q、K、A、2、小鬼、大鬼（由小到大），部分地区把鬼称作“王”，也有叫“猫”的；部分地区是 3 最大（因此 4 最小）。
- 玩牌的人数：3～6人
- 规则：玩家轮流把所有54张牌（或更多）抓光，然后拥有♠3（部分地区为♦3或其它牌）的人开始出牌，先将手中牌全部出光者，即为赢家。

## 牌型
1. 單張：一張任意的牌
2. 對子：兩張同號的牌
3. 连对（姊妹对、拉拉队）：两个或更多连号的对子，有的要求3对
4. 順子：連號的多個單牌（最少5张，34567为最小，A2345为最大）
5. 三同张：3张同样点数的牌，可夹带单张或对子
6. 连三同张：两个或更多的三同张，夹带的牌型需保持一致
7. 同花顺：花色相同的顺子，在张数相同的情况下，比顺子大（部分地區無此規則）
8. 炸彈：台湾鋤大弟也有炸弹，香港、澳门没有。4張同號牌，可以管住以上四種牌型，出此牌稱為“炸”。（常熟玩法，4張牌直接犯规），为避免犯规，常熟玩法是4張同號牌附带1張牌，如 3333+J ，注：带牌很随意，允许带1張鬼。
9. 起子（鏟子）：兩張四或三張四，用來制約炸，但不能管住前几種牌（僅作對四時可管住對三），兩張四可以管住炸彈，三張四可以管住地雷，（亦有兩張四可以管住地雷的玩法，稱為“萬能鏟”）。玩家遭遇炸或轟時，若出了鏟子，別家不可再當成對四或四彈出更大的對或炸彈、地雷，也不可以以其他任何理由的再出牌，只能由出鏟子的玩家繼續出牌，因此有玩家將鏟子配別的牌一步出牌到位的玩法（部分地區無此規則）

说明：常熟玩法包含鋤大弟的比花色规则，例如 ♥3 大於 ♣3 。迄今无法考证常熟玩法和鋤大弟的关系。

### 鬼（猫）
有多種玩法
1. 單出，大鬼大於小鬼
2. 對出，即大鬼與小鬼合成一個對（對出时，大鬼 大鬼 > 大鬼 小鬼 > 小鬼 小鬼，但單出時仍分大小）（部分地區無此規則）
3. 三同张，与对出类似。
4. 一对鬼，大小鬼同出，大于4张牌的炸弹，四个鬼大于2个鬼，一般是大于6张牌的炸弹
5. 配出，即贵可被當作任何牌，和別的牌配起來出，如四張單牌5689加一張鬼，可當作順子56789出，規定一般鬼不准配成鏟子出，即一張鬼與一張4不能管住“炸彈”“地雷”（部分地區無此規則）

## 出牌
1. 首輪由持有♠3（部分地区为♦3或其它牌）的玩家先出牌，首先將牌出完者稱為“大游”，第二出完這稱為“二游”，依次類推，最後剩下牌沒有出完的稱為“板游”（根據某地方言“板”為最後一名的意思），之後由上一輪“板游”先出牌，
2. 若上一家玩家出了單張，對子，順子，姊妹對之後，玩家可以跟牌，跟牌時須和上一家牌型相同且比上一家大，出順子時，張數要和上家一致，出姊妹對時，對數要和上家一致；也可以“炸了”或“轟了”，下家可以連炸，連轟但須大於上家牌；若無比上家大的牌或出於策略不願當時出牌，可以“過”
3. 若使用萬能鏟，須開始之前聲明，在遊戲開時後聲明無效

## 貢牌
上一輪“板游”在當論出牌之前須向上一輪“大游”上貢，稱為“貢牌”，一般上貢自己手中最大牌，但也有大遊貢指定貢的牌的規則，貢牌的張數也有多種，一般貢一張較常見，若響牌後輸則翻倍貢2張，還有板遊上一輪中剩餘幾張牌未出則當輪貢幾張的玩法。同時大游須還給板游相等數量的牌，不一定為最小，主要是大游無用的牌。

## 撈游水
大游在還給板游牌後，板遊拿回之前，二遊可以“撈游水”，即用在大游還給板游的牌替換自己無用的牌，替換數量任意，也有三游四游撈的玩法，但須在二游之後按次序撈，但只能換，不能白拿，也不能白給無用的牌。

## 響牌
若玩家認為自己牌好，可宣佈“響牌”，響牌後可優先出牌，上輪板游響牌後可暫不貢牌，贏牌之後吃貢翻倍，再抵消之前所欠貢牌，但輸牌之後所需貢牌翻倍，且累積之前所欠貢牌；大游響牌後可自行決定是否吃貢，輸贏亦翻倍。

## 另見
- 鋤大弟